# Milice (województwo opolskie)
Milice (niem. Militsch) – wieś w Polsce, położona w województwie opolskim, w powiecie kędzierzyńsko-kozielskim, w gminie Pawłowiczki.
W latach 1975–1998 miejscowość należała administracyjnie do województwa opolskiego. W roku 2011 liczba ludności we wsi Milice wynosiła 188.
Leży na terenie Nadleśnictwa Prudnik (obręb Prudnik).

## Nazwa
9 września 1947 r. nadano miejscowości polską nazwę Milice.

## Historia
Od końca XVIII w. wieś posiadała własną pieczęć gminną, na której wizerunku umieszczono grabie w słup, pomiędzy dwoma stogami.

## Zabytki
Do wojewódzkiego rejestru zabytków wpisane są:
- renesansowy kościół filialny pw. św. Marcina z 1573 r. – XVI/XVII wiek, XIX wiek,
- zespół dworski z 1. połowy XVIII wieku, XX wiek:
  - dwór
  - park

inne zabytki w zespole:
- gorzelnia
- mur z bramą wjazdową.

## Galeria

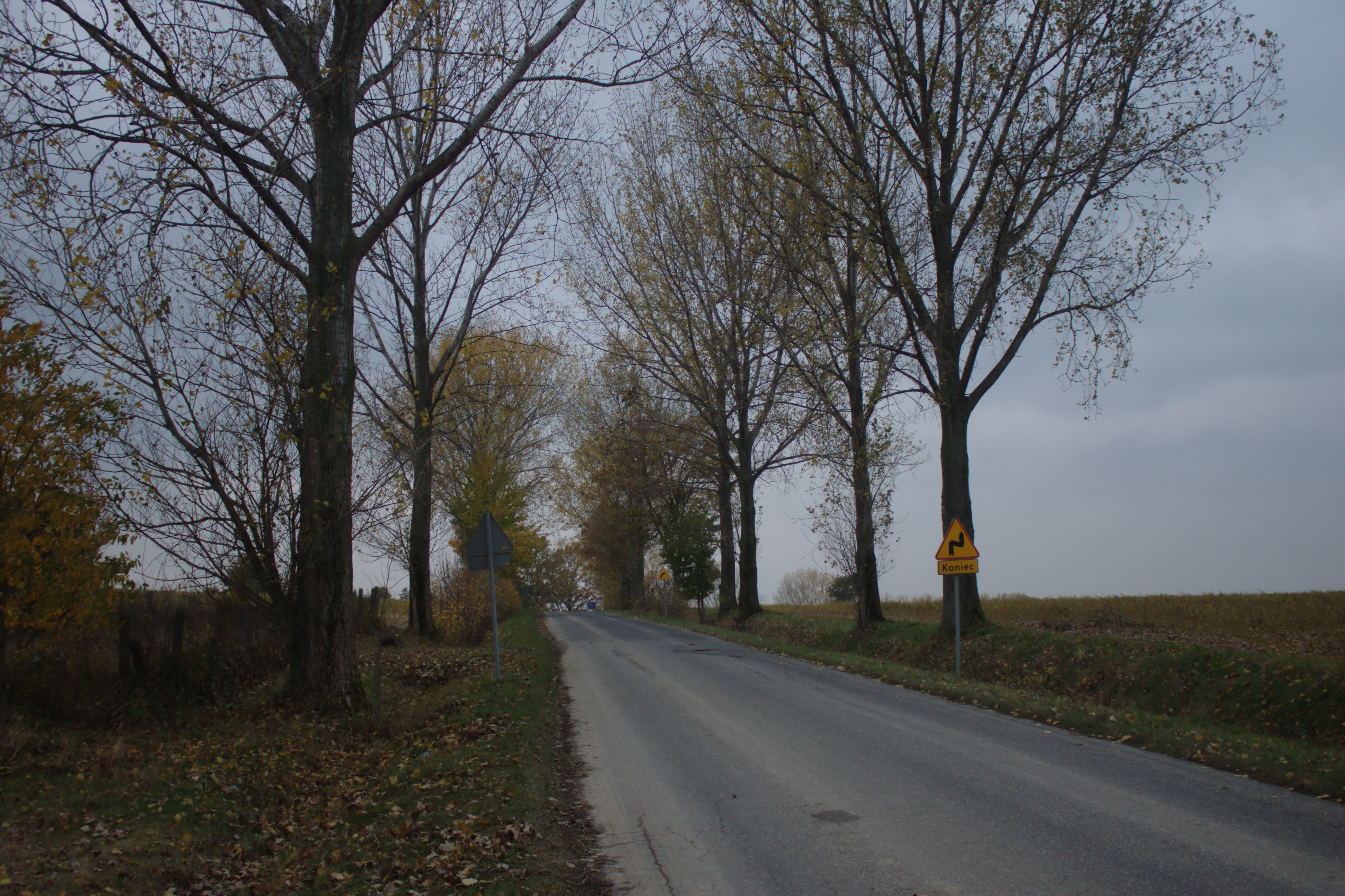
Droga
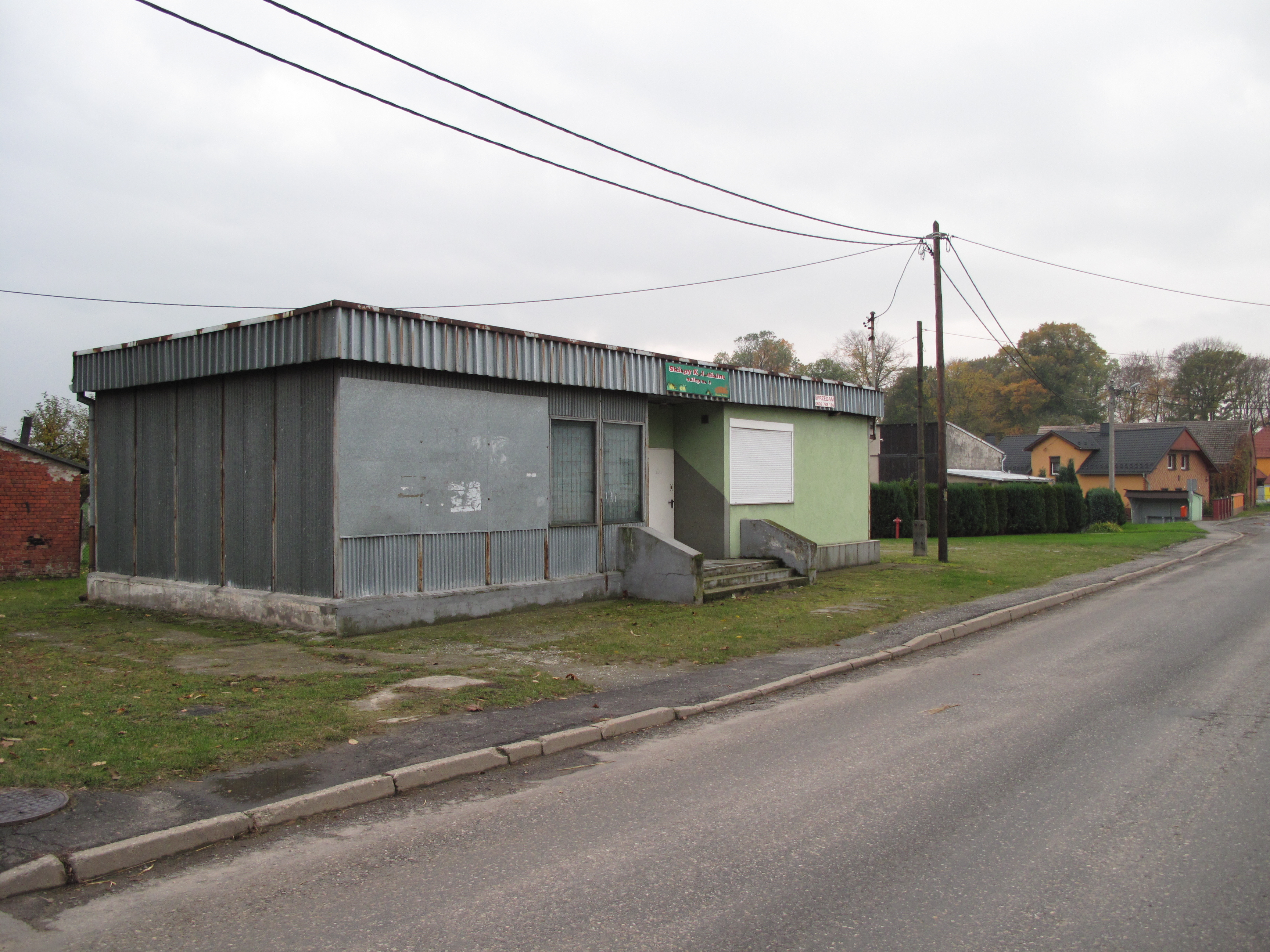
Sklep
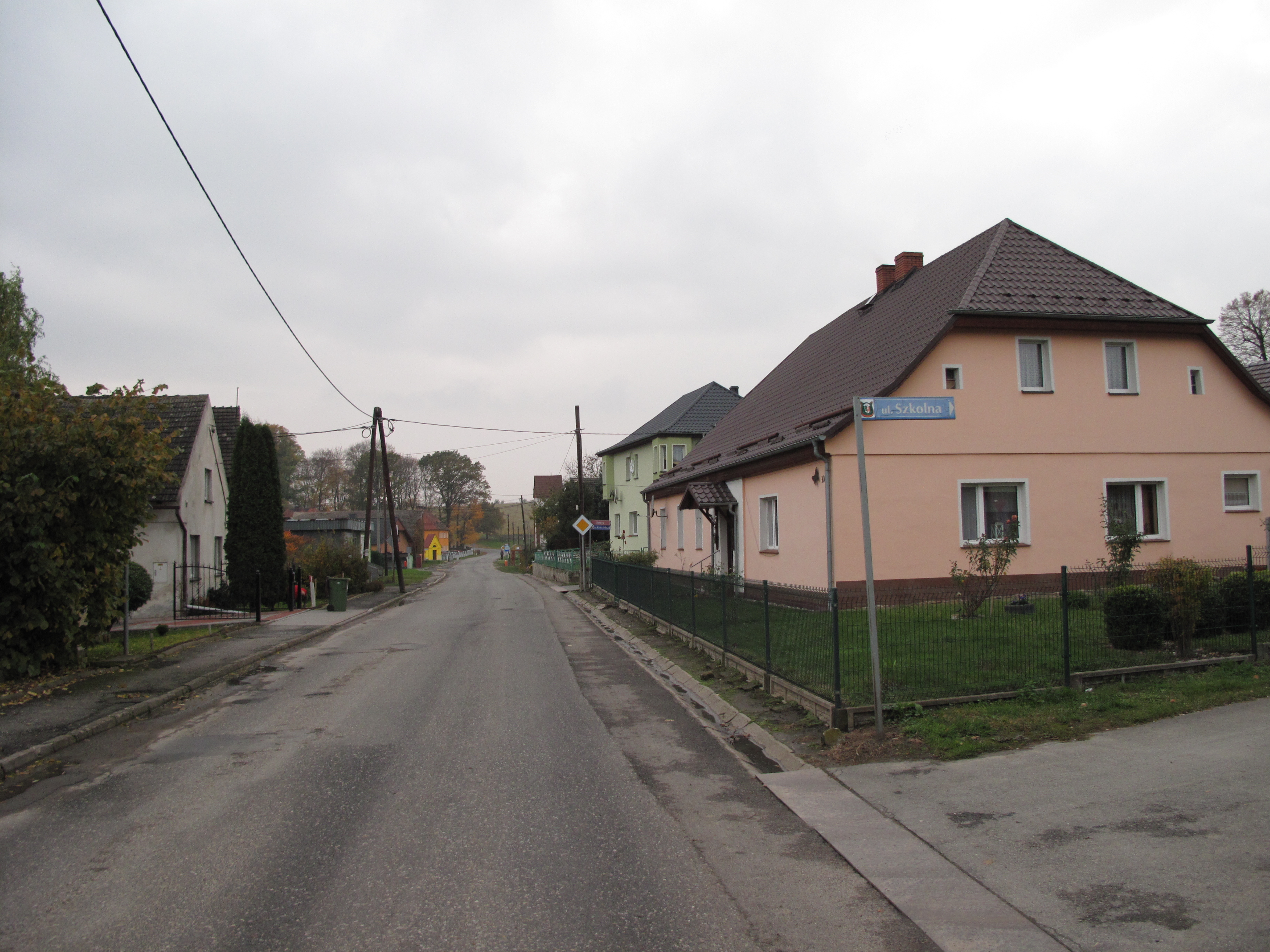
Ulica